# Langur
Taxons concernés
Dans la sous-famille des Colobinae
- Dans les genres
  - Semnopithecus
  - Trachypithecusmodifier

Le terme langur est le nom vernaculaire donné à certains singes de la sous-famille des Colobinae qui sont appelés aussi, entre autres, entelles ou semnopithèques.

## Noms vernaculaires et noms scientifiques correspondants
Liste alphabétique des noms vernaculaires attestés en français.

Note : certaines espèces ont plusieurs noms et, les classifications évoluant encore, certains noms scientifiques ont peut-être un autre synonyme valide. En gras, les espèces les plus connues des francophones.
- Langur - sans précision, l'espèce Semnopithecus entellus
- Langur à capuchon - Trachypithecus pileatus[2]
- Langur de Delacour - Trachypithecus delacouri[3]
- Langur de François - Trachypithecus francoisi[3]
- Langur doré - Trachypithecus geei[2]
- Langur gris - voir Langur sacré[4]
- Langur de Java - la sous-espèce Trachypithecus auratus auratus[3]
- Langur noir - Trachypithecus ebenus[3]
- Langur sacré - Semnopithecus entellus[3]
- Langur de Popa - Trachypithecus popa